# Mestská športová hala (Nitra)
Mestská športová hala – wielofunkcyjna hala widowiskowo-sportowa w słowackim mieście Nitra.
Główna hala ma pojemność 1500 osób, mniejsza zaś 480 widzów. Służą one do rozgrywania zawodów m.in. koszykówki, siatkówki, piłki ręcznej, futsalu oraz unihokeja. W obiekcie znajdują się także siłownia i pomieszczenia do gry w badmintona, squasha czy tenisa stołowego.